# Catedral Naval de Kronstadt
La catedral naval de San Nicolás de Kronstadt (del ruso: Морско́й собо́р святи́теля Никола́я Чудотво́рца) es una catedral ortodoxa rusa levantada entre 1903 y 1913 como templo principal de la Flota del Báltico, siendo dedicada a todos los marinos caídos. Tras la Revolución Bolchevique, la iglesia fue cerrada al culto, y pasó a ser cine, club de oficiales, e incluso Museo de la Marina en 1980.
En 2002 fue reinstalada la cruz en la cúpula principal, y se ofició liturgia en 2005. Sin embargo, desde entonces solo se ha reabierto en ocasiones especiales.
En 2013, con la asistencia del primer ministro ruso Dmitri Medvédev y su esposa, el Patriarca de la Iglesia Ortodoxa Rusa, Cirilo I, junto al Patriarca Teófilo III de Jerusalén llevaron a cabo la ceremonia de la consagración de la renovada catedral ya completamente restaurada.
Los arquitectos fueron Vasily y Georgy Kosyakov, y el estilo empleado fue el neobizantino. Kosyakov ya había ensayado sus ideas en una iglesia anterior,  Iglesia de Nuestra Señora la Misericordiosa, también en San Petersburgo (1887-1898). La obra es de colosales proporciones, y la cúpula alcanza los casi 27 metros de diámetro.
El centro histórico de Kronstadt, incluida la catedral, forman parte, con el código 540-002, del lugar Patrimonio de la Humanidad llamado «Centro histórico de San Petersburgo y conjuntos monumentales anexos»